# The Telestic Disfracture
The Telestic Disfracture — второй студийный полноформатный альбом группы 5ive's Continuum Research Project, вышедший в 2001 году. Диск был издан под названием группы 5ive. Jonah J. Jenkins был приглашён как гостевой вокалист, его вокал можно слышать на первых двух композициях альбома. Композиция под номером 4 состоит из трёх частей общей продолжительностью 33 минуты 38 секунд, данная композиция характеризуется Drone звучанием.

## Список композиций
1. Stockholm Blues — 11:33
2. Nitinol — 05:49
3. Shark Dreams — 17:41
4. Synapse X 3: a. Sleep for the Larsen B Shelf (11:26), b. Telluric in Transudate (6:41), c. Comae (15:31) — 33:38